# Střevní mikroflóra

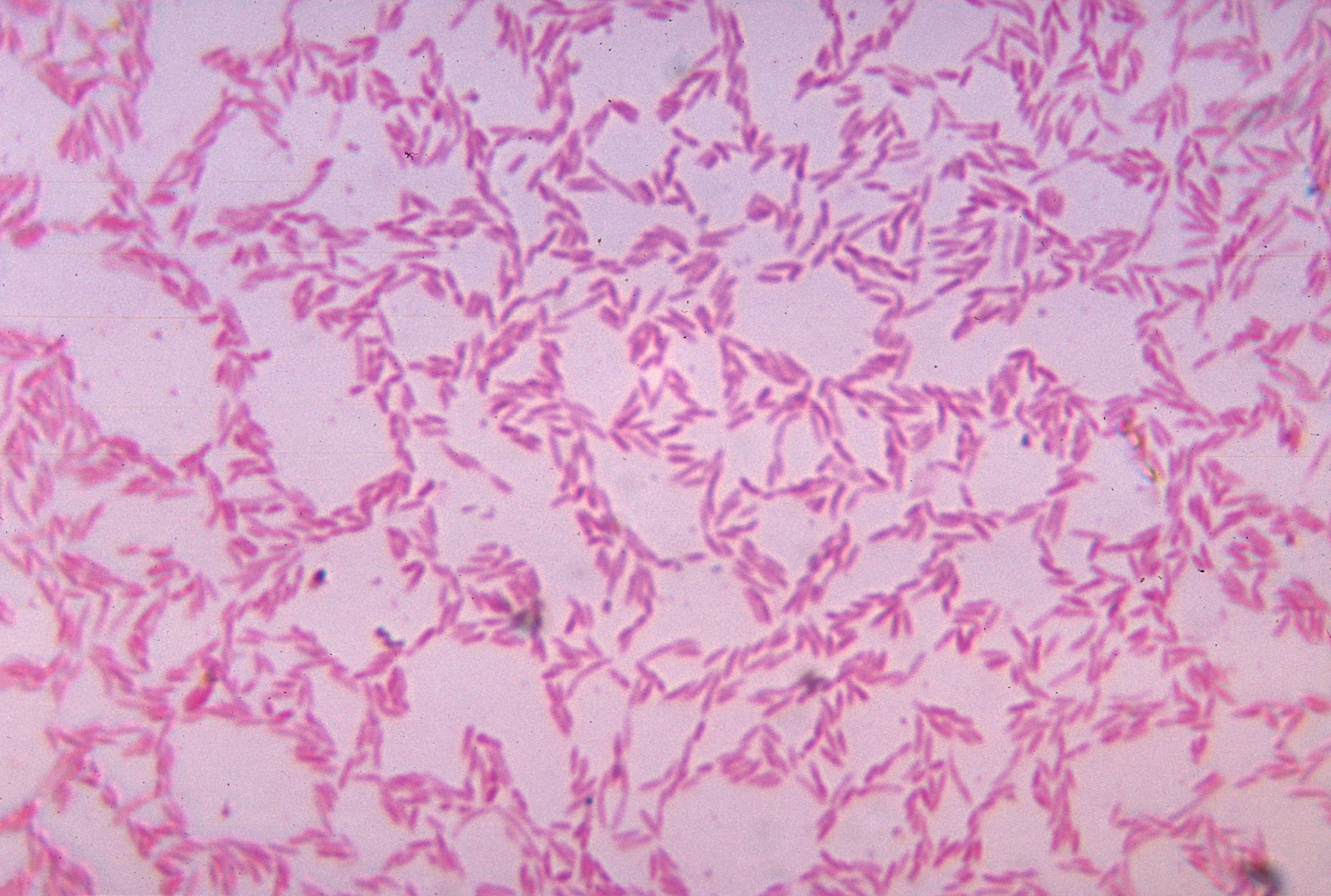
Bacteroides, nejčastější střevní bakterie

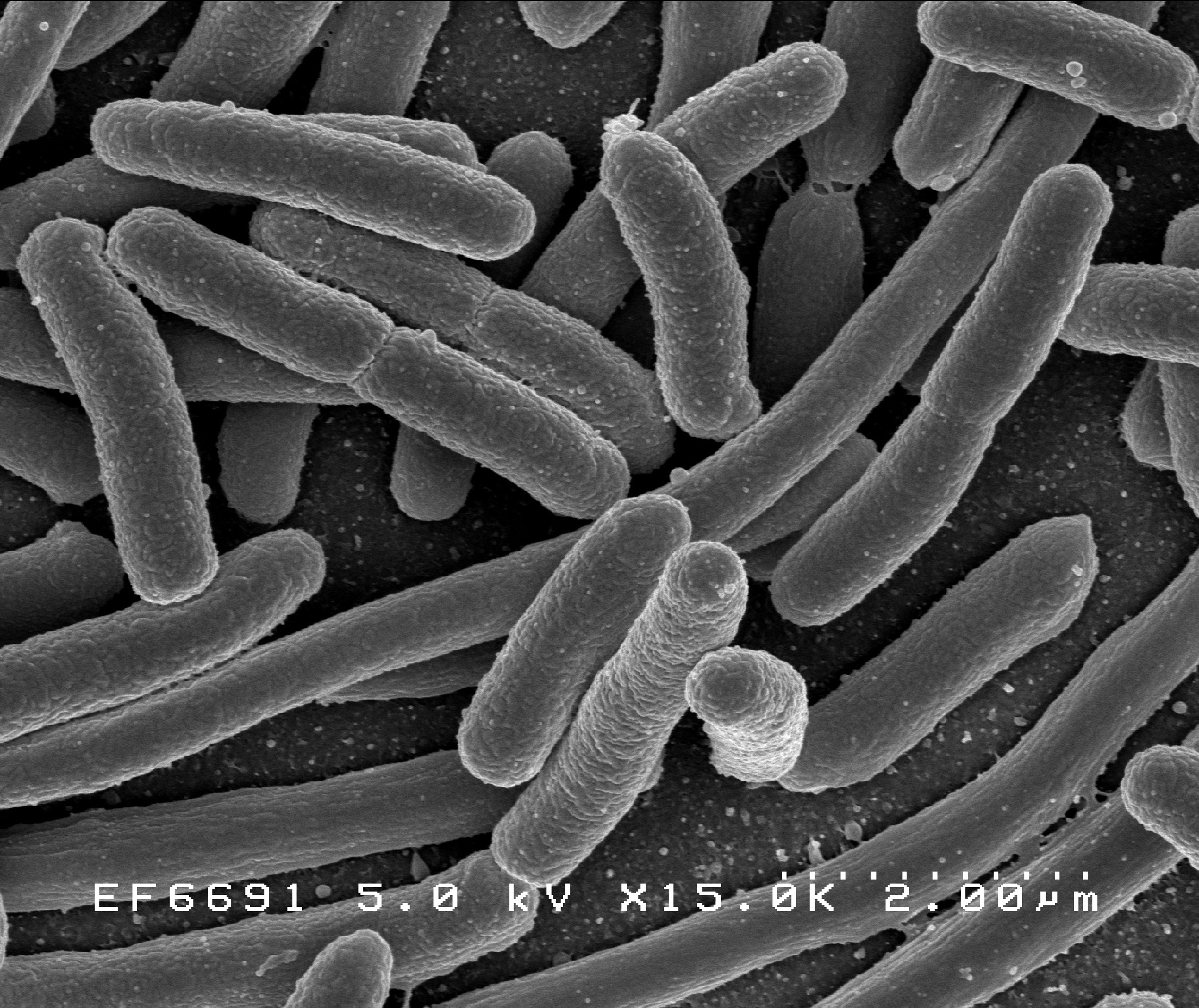
Escherichia coli, známá střevní bakterie

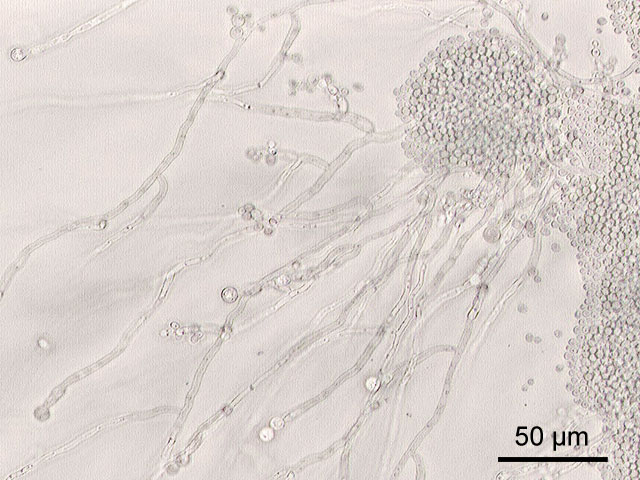
kvasinka Candida albicans, součást střevní mikroflóry

Střevní mikroflóra (mikrobiom) jsou mikroorganismy, které žijí v trávicí soustavě živočichů včetně člověka. Mnohdy hostiteli prospívají, někdy však mohou i škodit.
V lidských střevech je přibližně 1013–1014 bakterií, přičemž buněk lidského těla je asi 1013. Jinými slovy, bakterií v lidském těle je stejně či až desetkrát více, než lidských buněk samotných. Celkem ve střevě žije asi 500 druhů bakterií. Hmotnostné dominantními mikroorganismy v tlustém střevě jsou bakterie, ty ve výsledku tvoří 60 % hmotnosti stolice. Devadesát devět procent těchto bakterií však pochází z 30–40 nejběžnějších druhů. Mimo bakterie jsou častými mikroorganismy v střevech i různé houby, prvoci a viry (identifikováno přes 50 tisíc druhů virů), o nichž se však zatím ví jen málo. Mikroflóra je specifická pro daného člověka. Mikroflóra souvisí se stravou i cvičením. Silný vliv na složení střevní mikroflóry mají léky, které užíváme, např. se mění v reakci na imunoterapii nebo na chemoterapii. Vliv má i sexuální chování a s ním spojené praktiky.

## Symbiotický vztah
Vědci se domnívají, že vztah mezi člověkem a mikroorganismy není komenzálismus (jednostranně výhodný vztah), ale spíše mutualismus (oboustranně výhodný vztah). Přestože lidé mohou žít bez střevní flóry, mikroorganismy vykonávají řadu užitečných funkcí. Fermentují nestrávené organické látky z potravy jako například celulózu na cukry, které pak mohou být využity jako zdroj energie. Formují imunitní systém skrze uvolňování různých strukturních molekul a metabolických produktů, které následně regulují imunitní buňky.  Mnoho z imunomodulačních molekul zdravé mikroflóry je spjato s protizánětlivými nebo imunosupresivnímy účinky jako například Polysacharid A či mastné kyseliny s krátkým řetězcem. Střevní mikroflóra dále zamezuje růstu patogenních druhů mikroorganismů a to buď jednoduše svou přítomností (tedy obsazením niky) nebo aktivní produkcí antimikrobiálních látek. Mikrobiom ovlivňuje i vývoj střeva dodáváním zdrojů energie pro růst a stimulací bariérové funkce. Efekt střevní mikroflóry však sahá i mimo střevo a to nejen systémovým rozšířením imunitních buněk ale i produkcí (popřípadě stimulací produkce) hormonů a neurotransmiterů. Střevní mikroby mohou ovlivňovat i vývoj mozku.
Symbiotický vztah může být narušen dysbiózou tedy stavem, kdy je složení mikrobiomu mimo rovnováhu. Některé druhy bakterií, které jsou ve zdravém složení neškodné se mohou stát v jiném kontextu oportunními patogeny. Jiné mikroby jsou obligátně patogenní a mutualistický vztah s hostitelem neustavují vůbec. Dysbióza střevní mikroflóry může vést k narušení stimulů poskytovaných mikroby a je také proto spojována s onemocněními jako alergie, nespecifický střevní zánět nebo kolorektální karcinom.

## Mikroflóra u kojenců
Bezprostředně před porodem je střevo plodu sterilní. Během porodu se do novorozence dostávají mikroby (Escherichia coli a enterokoky) z porodních cest matky, což ale neplatí pro porod císařským řezem. Skrze mateřské mléko kojenec čerpá především laktobacily a bifidobakterie z mléčných žláz, mimo toho mateřské mléko obsahuje ochranné faktory a mléčný cukr laktózu. Pokud se všechna laktóza nestačí v tenkém střevě rozložit, stane se v tlustém střevě potravou pro bifidobakterie, které u kojenců tvoří 90% střevní mikroflóry. Rozkladem laktózy vzniká kyselina mléčná, která zabraňuje usídlení patogenních bakterií. S přechodem na tuhou stravu četnost bifidobakterií klesá. Také antibiotika omezují mikroflóru. Složení také může mít vliv na rozvoj mozku. Část mikroflóry se získává od otců a jiných zdrojů.

## Druhy mikroorganismů
Většina bakterií mikroflóry patří do rodů Bacteroides, Clostridium, Fusobacterium, dále Eubacterium, Ruminococcus, Peptococcus, Peptostreptococcus a Bifidobacterium. Výrazně nejčastější je rod Bacteroides, který tvoří 30 % všech bakterií v střevě. Další rody, jako Escherichia a Lactobacillus, tak časté nejsou.
Z hub se ve střevech vyskytují rody Candida (Candida albicans), Saccharomyces (např. známá pivní kvasinka), Aspergillus a Penicillium (štětičkovec). V střevě se vyskytují též archebakterie, jako zejména druh Methanobrevibacter smithii.

## Metabolismus bakterií
Ve střevě existují bakterie hnilobné, které produkují amoniak, sulfan a různé fenoly, a bakterie kvasné, které produkují methan a oxid uhličitý.